# آناتول کالتسکی
آناتول کالتسکی (انگلیسی: Anatole Kaletsky؛ زادهٔ ۱ ژوئن ۱۹۵۲) روزنامه‌نگار، و اقتصاددان اهل بریتانیا است.

## تحصیلات
او از دانش‌آموختگان دانشگاه هاروارد و کینگز کالج، کمبریج است.